# Karl-Johan Persson
Pour les articles homonymes, voir Persson.
Karl-Johan Erling Göran Persson, né le 25 mars 1975, est le PDG et le président de la société de mode Hennes & Mauritz (H&M), qui a été fondée par son grand-père Erling Persson. La famille de celui-ci avaient des connexions royales. 

## Début de la vie
Karl-Johan a étudié à l'EBS de Londres à partir de 1996, avec une spécialisation en économie et gestion. Il est diplômé en 2002. 

## Carrière
En 2001, celui-ci a acheté une entreprise de gestion d'événements, qui s'est imposé comme la meilleure dans les pays scandinaves. L'entreprise a été vendue avec succès en 2007 à MCI. En 2005, il rejoint H&M dans un rôle opérationnel, travaillant régulièrement son chemin jusqu'à la tête de l'Expansion et directeur du développement des affaires en 2007, avant d'être nommé directeur général en 2009 pour prendre la place de Rolf Eriksen.
Le 30 janvier 2020, il devient président du conseil d'administration d'H&M à la place de son père Stefan Persson. Il laisse sa place de directeur général (CEO) à Helena Helmersson.

## Vie personnelle
Il est marié à Leonie Gillberg, ils ont trois enfants et vivent à Stockholm, en Suède'. La Princesse Héritière Victoria de Suède a assisté au mariage de Karl-Johan en 2002.